# Copa Suruga Bank de 2014
A Copa Suruga Bank de 2014 foi a sétima edição da competição anual de futebol realizada entre a Confederação Sul-Americana de Futebol (CONMEBOL) e a Japan Football Association (JFA).
Foi realizada em 6 de agosto entre o Kashiwa Reysol e o Lanús.

## Participantes
|          | Equipe         | Classificação                            | Participação |
| -------- | -------------- | ---------------------------------------- | ------------ |
| JFA      | Kashiwa Reysol | Campeão da Copa da Liga Japonesa de 2013 | 1ª           |
| CONMEBOL | Lanús          | Campeão da Copa Sul-Americana de 2013    | 1ª           |

## Partida
| 6 de agosto de 2014 | Kashiwa Reysol                   | 2 – 1  | Lanús                | Hitachi Kashiwa Soccer, Kashiwa             |
| 19:00 (UTC+9)       | Takayama 43' · Leandro 88' (pen) | Resumo | Masushima 59' (g.c.) | Público: 15 349 Árbitro: KOR Kim Jong-Hyeok |

| Kashiwa | Lanús |

| GL                | 21 | Takanori Sugeno    |       |       |
| DF                | 2  | Masato Fujita      |       |       |
| DF                | 4  | Daisuke Suzuki     |       |       |
| DF                | 5  | Tatsuya Masushima  |       |       |
| DF                | 22 | Wataru Hashimoto   |       |       |
| MC                | 17 | Hiroki Akino       |       |       |
| MC                | 28 | Ryoichi Kurisawa   |       |       |
| MC                | 7  | Hidekazu Otani (C) |       | 77'   |
| MC                | 13 | Kaoru Takayama     |       | 90+2' |
| AT                | 11 | Leandro            | 90+4' |       |
| AT                | 9  | Masato Kudo        |       |       |
| Substitutos:      |    |                    |       |       |
| GL                | 1  | Kazushige Kirihata |       |       |
| DF                | 23 | Hirofumi Watanabe  |       | 90+2' |
| DF                | 27 | Kim Chang-Soo      |       |       |
| MC                | 20 | Akimi Barada       |       |       |
| MC                | 25 | Yūsuke Kobayashi   |       | 77'   |
| MC                | 26 | Tetsuro Ota        |       |       |
| MC                | 19 | Yū Kimura          |       |       |
| Treinador:        |    |                    |       |       |
| Nelsinho Baptista |    |                    |       |       |

| GL                         | 1  | Agustín Marchesín         |       |       |
| DF                         | 4  | Carlos Araujo             | 82'   |       |
| DF                         | 14 | Gustavo Gómez             |       |       |
| DF                         | 2  | Diego Braghieri           | 87'   |       |
| DF                         | 6  | Maximiliano Velázquez (C) |       | 90+3' |
| MC                         | 5  | Diego González            | 90+3' |       |
| MC                         | 15 | Leandro Somoza            |       |       |
| MC                         | 22 | Jorge Ortiz               |       |       |
| MC                         | 16 | Víctor Ayala              |       | 56'   |
| AT                         | 10 | Silvio Romero             |       | 74'   |
| AT                         | 9  | Santiago Silva            |       |       |
| Substitutos:               |    |                           |       |       |
| GL                         | 12 | Matías Ibáñez             |       |       |
| DF                         | 24 | Matías Martínez           |       |       |
| DF                         | 3  | Alejandro Silva           |       |       |
| MC                         | 21 | Nicolás Pasquini          |       | 90+3' |
| MC                         | 11 | Jorge Valdez Chamorro     |       | 56'   |
| AT                         | 23 | Oscar Benítez             |       |       |
| AT                         | 18 | Lucas Melano              |       | 74'   |
| Treinador:                 |    |                           |       |       |
| Guillermo Barros Schelotto |    |                           |       |       |

| Bandeirinhas: Yang Byoung-Eun (Coreia do Sul) Yoon Kwang-Yeol (Coreia do Sul) Quarto árbitro: Hiroyuki Kimura (Japão) |

## Premiação
| Copa Suruga Bank 2014              |
| ---------------------------------- |
| Kashiwa Reysol Campeão (1º título) |